# Västtyskland i olympiska vinterspelen 1984
Västtyskland deltog med 84 deltagare vid de olympiska vinterspelen 1984 i Sarajevo. Totalt vann de två guldmedaljer, en silvermedalj och en bronsmedalj.

## Medaljer

### Guld
- Peter Angerer - Skidskytte, 20 kilometer.
- Hans Stangassinger och Franz Wembacher - Rodel, Dubbel.

### Silver
- Peter Angerer - Skidskytte, 10 kilometer.

### Brons
- Ernst Reiter, Walter Pichler, Peter Angerer och Fritz Fischer - Skidskytte, 4 x 7,5 kilometer stafett.